# Papiro Harris I
O Papiro Harris I, também chamado Grande Papiro Harris, ou ainda Papiro Harris (embora haja outros papiros na coleção de Harris) é um manuscrito do Antigo Egito, escrito em papiro, de temas religiosos e históricos.
Está datado durante a XX dinastia, no princípio do reinado de Ramessés IV. Procedente de Tebas, foi encontrado numa tumba em Deir Almedina e comprado por A.C. Harris, em 1855; posteriormente, em 1872, foi adquirido pelo Museu Britânico, no qual está custodiado desde 1872 e catalogado como EA9999/2.
É o manuscrito em papiro de maior tamanho encontrado, com 41 m de comprimento e cerca de 1500 linhas de texto; está redigido em escrita hierática; divide-se em cinco seções, com 117 colunas, de doze ou treze linhas. Contém três desenhos, representando a Ramessés III frente às tríadas dos deuses de Tebas, Mênfis e Heliópolis.

## O texto
O texto descreve as doações do rei aos deuses e aos templos de várias cidades, durante 31 anos, para obter o favor dos deuses. A lista de doações ocupa a maior parte do papiro. A última parte do texto narra acontecimentos da Dinastia XX, descrevendo a situação caótica a princípios do período, e glorificando as façanhas do rei. Termina com a morte de Ramessés III e a ascensão ao trono do seu filho Ramessés IV, mas não cita a chamada conspiração do harém nem o assassinato do faraó.